# Entitat singular de població
|  | No s'ha de confondre amb Entitat de població, Entitat col·lectiva de població, o Nucli de població. |

Una Entitat Singular de Població (ESP) és un concepte estadístic utilitzat per als censos de població de l'IDESCAT i de l'INE. En general correspon a poblacions identificades al Nomenclàtor geogràfic de Toponímia major i amb una forta tradició històrica.
Es diferencia d'altres entitats de població, que poden tenir un abast inframunicipal diferent, i per la possible correspondència amb Municipi i Entitat Municipal Descentralitzada, que són conceptes vinculats al govern d'àmbit local).
L'IDESCAT i l'INE assignen a les ESP un codi de 13/11 dígits, on els dos darrers són zeros.
Les entitats singulars de població poden tenir subdivisions: una o més com a nuclis (nucli d'entitat singular de població), i en poden tenir una com a disseminat.